# Norvellina pullata
Norvellina pullata är en insektsart som beskrevs av Ball 1901. Norvellina pullata ingår i släktet Norvellina och familjen dvärgstritar. Inga underarter finns listade i Catalogue of Life.